# Bni Yakhlef
Bni Yakhlef  (in arabo بني يخلف‎?) è un centro abitato e comune rurale del Marocco situato nella prefettura di Mohammedia, regione di Casablanca-Settat. Conta una popolazione di 48 338 abitanti (censimento 2014).